# Crespino
Crespino is een gemeente in de Italiaanse provincie Rovigo (regio Veneto) en telt 2111 inwoners (31-12-2004). De oppervlakte bedraagt 31,9 km², de bevolkingsdichtheid is 66 inwoners per km².

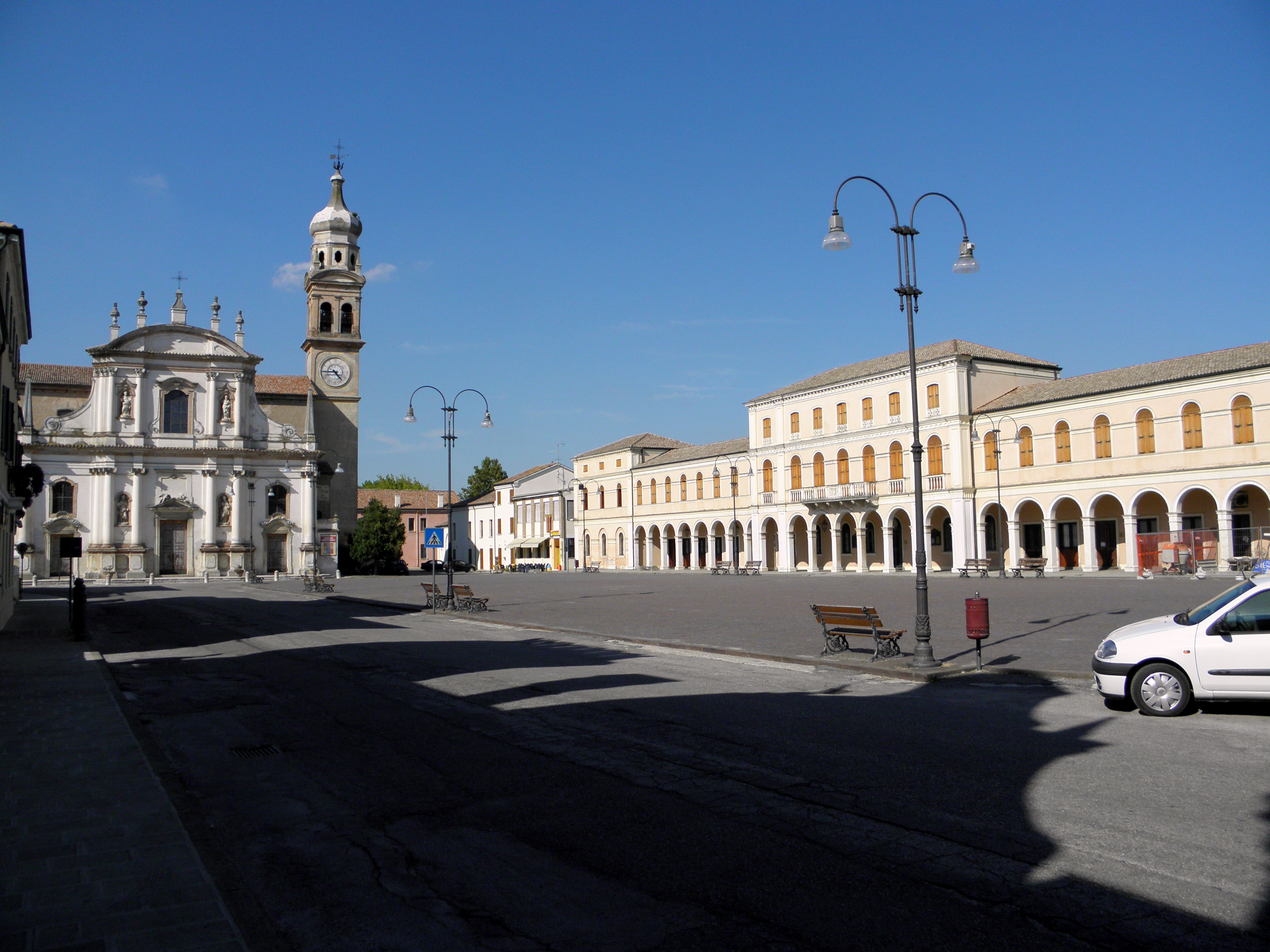
Piazza Fetonte
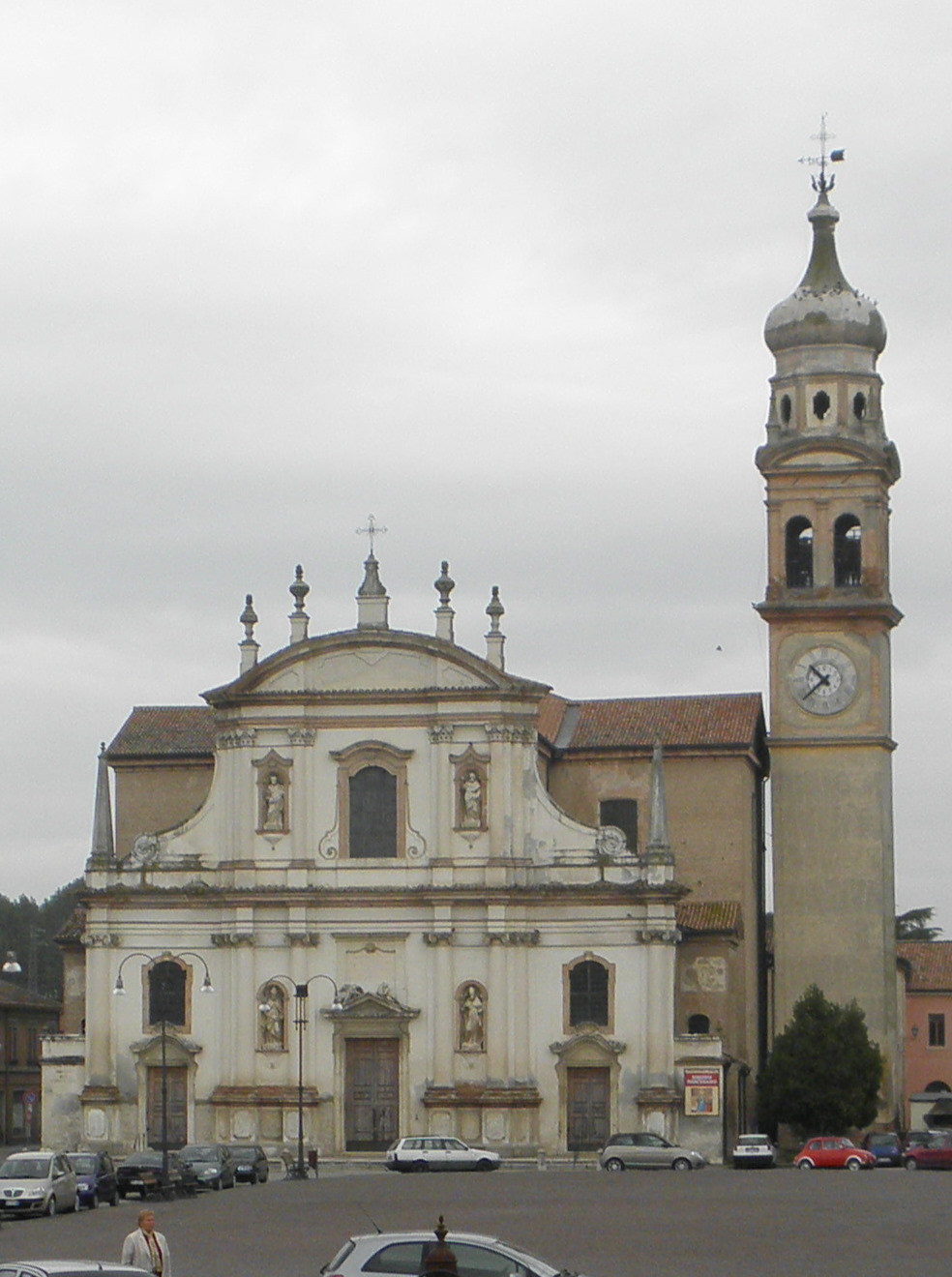
Kerk van St Martinus en St Severus
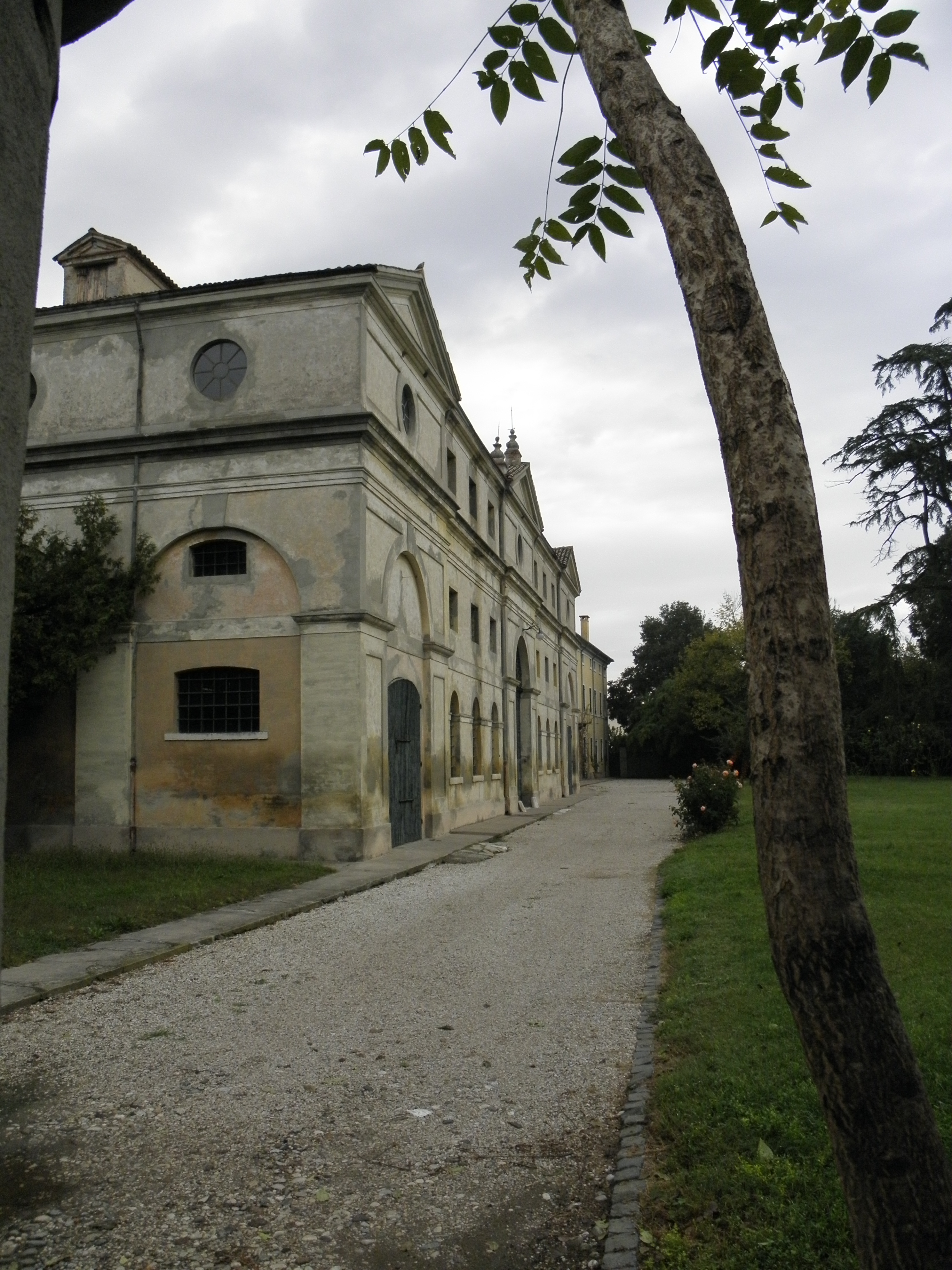
Villa Marzolla

## Demografie
Crespino telt ongeveer 819 huishoudens. Het aantal inwoners daalde in de periode 1991-2001 met 11,7% volgens cijfers uit de tienjaarlijkse volkstellingen van ISTAT.
| Jaar | Inwoneraantal |
| ---- | ------------- |
| 1991 | 2375          |
| 2001 | 2097          |

## Geografie
Crespino grenst aan de volgende gemeenten: Berra (FE), Ceregnano, Gavello, Guarda Veneta, Pontecchio Polesine, Ro (FE), Rovigo, Villanova Marchesana.

## Geboren
- Lauro Bordin (1890-1963), wielrenner